# Заурбекова, Батима Есмуратовна
Батима Есмуратовна Заурбекова (каз. Зәуірбекова Бәтима Есмұратқызы; род. 29 сентября 1946, с. Фурмановка Мойынкумского района Джамбулской области, КазССР, СССР) — советский и казахский художник, Заслуженный деятель Казахстана (2004), лауреат Государственной премии КазССР имени Чокана Валиханова (1980). 

## Биография
Родилась в селе Фурмановка Мойынкумского района Джамбулской области КазССР (ныне с. Мойынкум, Жамбылская область, Казахстан). Выросла в посёлке Мерке Жамбылской области.
Окончив школу в 1964 году, поступила в Алматинское художественное училище им. Н. В. Гоголя, которое окончила в 1969 году по специальности «Художник-прикладник»; в том же году состоялась её первая выставка гобеленов. В 1997—2000 годах жила и работала в Турции, устроила 9 выставок, но вернулась в Казахстан. В 2001 году (по другим данным, в 1990 году) окончила Алматинский государственный университет (ныне КазНПУ им. Абая).
Член Союза художников РК с 1974 года. Член Профессионального союза художников России.

## Творчество
Автор свыше 300 гобеленов. Одна из первых создателей казахстанского гобелена. Среди ранних работ — гобелены «Прядильщица» (1972), «Ослик», «Караван» (1973), «Весна» (1974), «Мелодия» (1975). Философской наполненностью отличаются полотна «Простор» (1976), «Степная мадонна» (1979), «Вечная муза» (1982). Новые принципы декоробразования проявились в произведениях «Кюй» (1978), «Юность» (1979), «Ткачиха» (1981), «Вечерняя музыка» (1982). Соединение линейных и живописных приёмов моделировки форм, сложные эффекты взаимодействия цвета применены в гобеленах «Зима», «Весна», «Лето», «Осень» (1984—1986). Вместе с другими мастерами участвовала в создании 34-метрового монументального гобелена «Радуга Казахстана» (1977—1978; Гос. премия Казахской ССР, 1980) для гостиницы «Казахстан». Стремление к более объёмной трактовке изображений с использованием перспективы, светотени, иллюзии воздушного пространства выражено в решении монументального тематического панно «Мать-Земля» (1984). Выставки проходили во Франции, Швеции, Турции и др. странах. Произведения художницы представлены в Центральном музее искусств Казахстана.

## Признание и награды
- Лауреат Государственной премии Казахской ССР им. Ч. Валиханова (1980);
- Почётные грамоты Министерства культуры СССР, Казахской ССР, Республики Казахстан;
- Почётное звание «Заслуженный деятель Казахстана» (2004)[6];
- Почётный знак «За заслуги в развитии культуры и искусства» (27 ноября 2014 года, Межпарламентская ассамблея СНГ) — за значительный вклад в формирование и развитие общего культурного пространства государств — участников Содружества Независимых Государств, реализацию идей сотрудничества в сфере культуры и искусства[7][3][8].
- Орден «Парасат» (2014)[9]

## Семья
Муж — Шалабаев Сейткали. Дочери — Алма и Ельдана, сын Альфрад.
Является сватом президент Казахстана К. К. Токаев.